# Torpedo Ust-Kamienogorsk
Torpedo Ust-Kamienogorsk (ros. Торпедо Усть-Каменогорск) – kazachski klub hokeja na lodzie z siedzibą w Ust-Kamienogorsku.

## Historia
Dotychczasowe nazwy
- Torpedo Ust-Kamienogorsk (1955–2001)
- Kazcynk-Torpedo Ust-Kamienogorsk (2001–2015)
- Torpedo Ust-Kamienogorsk (2015–)

Klub miał swoje początki w 1955. Sponsorem klubu został przedsiębiorstwo górnicze „Kazcynk”.
Do 2015 klub działał pod nazwą Kazcynk-Torpedo. W 2015 w roku jubileuszu 60-lecia klubu przywrócono nazwę Torpedo, a jego menedżerem generalnym i dyrektorem został Siergiej Niemczinow. W połowie listopada 2017 Niemczinow odszedł ze stanowiska.
Pierwsza drużyna klubu w 2010 przystąpiła do rosyjskich rozgrywek Wyższej Hokejowej Ligi (WHL), a rezerwowy zespół uczestniczy w narodowych mistrzostwach Wysszaja Liga (do 2016 jako Torpedo 2, od 2016 jako Ałtaj Torpedo). Zespół juniorski pod nazwą Ałtaj w 2015 podjął występy w rosyjskich rozgrywkach Mołodiożnaja Chokkiejnaja Liga B. Przed rozpoczęciem sezonu WHL 2020/2021 z powodu pandemii COVID-19 drużyna została wyłączona z rozgrywek wraz z innymi uczestnikami spoza Rosji.

## Sukcesy

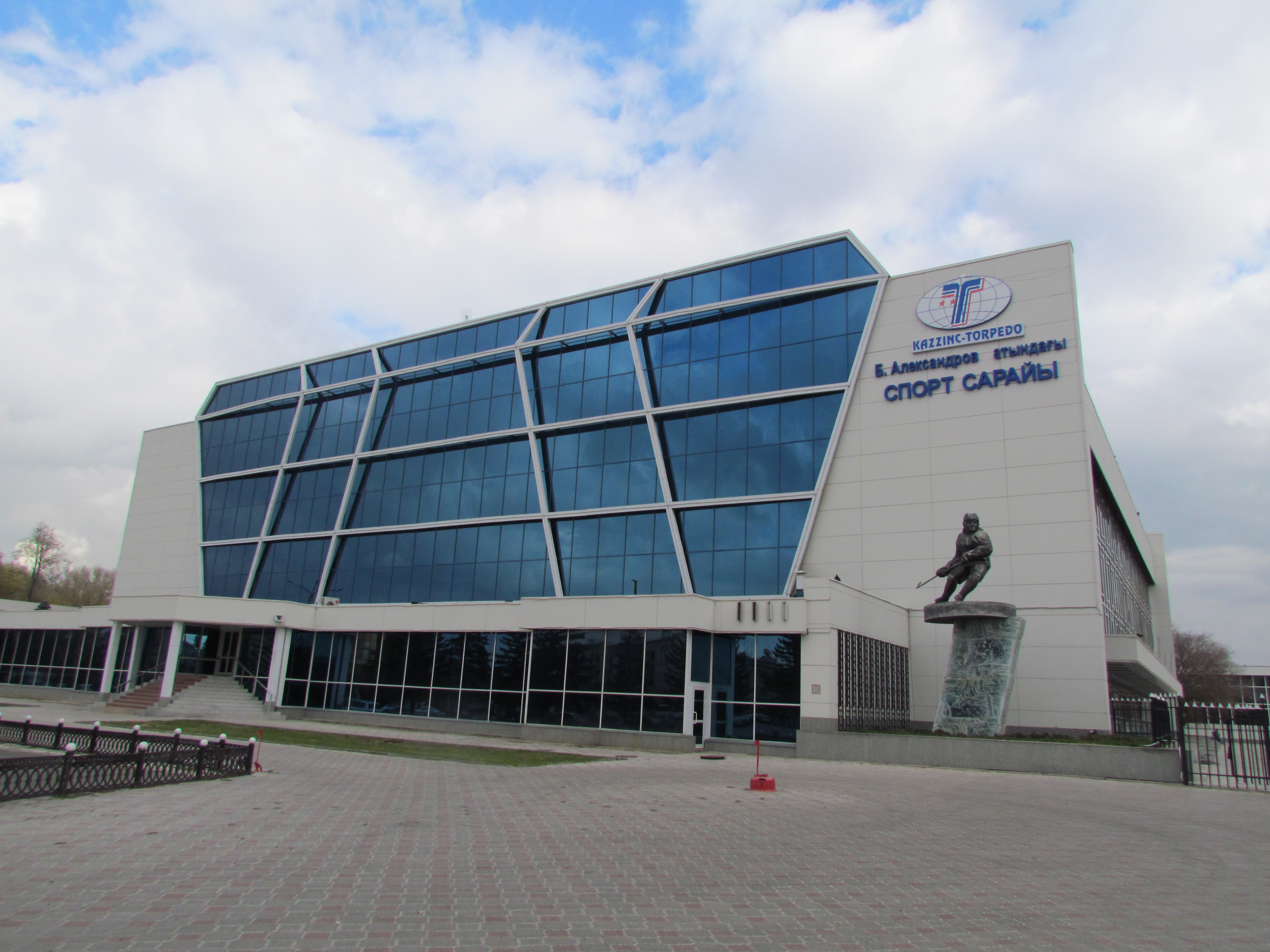
Pałac Sportów im. Aleksandrowa

- Złoty medal mistrzostw Kazachstanu: 1993, 1994, 1995, 1996, 1997, 1998, 2000, 2001, 2002, 2003, 2004, 2005, 2007
- Srebrny medal mistrzostw Kazachstanu: 1997, 2006, 2009
- Brązowy medal mistrzostw Kazachstanu: 1996, 1997, 1998, 2008, 2021
- Złoty medal wyższej ligi: 1989
- Puchar Kazachstanu: 2002, 2003, 2004, 2007 (jako Torpedo), 2018, 2019 (jako Ałtaj-Torpedo)
- Trzecie miejsce w Pucharze Kontynentalnym: 2007/2008
- Pierwsze miejsce w sezonie zasadniczym WHL: 2017
- Finał o Puchar Bratina: 2017

## Zawodnicy
Wychowankami klubu byli m.in.: Siergiej Warnawski, Michaił Zacharau, Jewgienij Roszczin, Aleksandr Korieszkow, Jewgienij Korieszkow, Aleksiej Troszczinski, Dmitrij Upper, Władimir Antipin, Siergiej Antipow, Aleksandr Artiomienko, Konstantin Spodarienko, Maksim Bielajew, Nikołaj Antropow, Witalij Nowopaszyn, Fiodor Poliszczuk, Maksim Siemionow, Aleksandr Pierieżogin, Dmitrij Piestunow, Wadim Krasnosłobodcew, Konstantin Puszkariow, Tałgat Żajłauow oraz bramkarze Wadim Tarasow, Witalij Jeriemiejew, Jewgienij Nabokow, Witalij Kolesnik, Anton Chudobin, Dimitri Pätzold.